# Serp de cascavell
Les serps de cascavell són un grup de serps verinoses dels gèneres Crotalus i Sistrurus dins la subfamília Crotalinae. Es coneixen 32 espècies i unes 70 subespècies, totes elles són natives d'Amèrica i la seva distribució va del sud d'Alberta i sud de la Colúmbia Britànica al centre de l'Argentina. S'alimenten de ratolins, rates, ocellets i altres animalons.
L'amenaça de la mossegada l'anuncien fent tremolar fortament la part final de la cua que fa un soroll semblant a un sonall. Amb aquest comportament dissuadeix molts depredadors. No obstant això, les serps de cascavell són víctimes de falcons, mosteles, serps reials, i una varietat d'altres espècies. Un gran nombre de serps de cascavell són matades pels éssers humans. Les poblacions de serps de cascavell en moltes zones són espècies severament amenaçades per la destrucció d'hàbitat, la caça furtiva, i per campanyes d'extermini.

## Biografia
- Barceloux, Donald G.. Medical toxicology of natural substances: foods, fungi, medicinal herbs, plants, and venomous animals.  John Wiley & Sons, 2008. ISBN 978-0-471-72761-3.
- Dalstrom, Harl A. "'Snake Hunting Has Been Shamefully Neglected': A. M. Jackly and Rattlesnake Abatement in South Dakota," South Dakota History 43 (Fall 2013), 177–217.
- Furman, Jon. Timber rattlesnakes in Vermont and New York: biology, history, and the fate of an endangered species.  UPNE, 2007. ISBN 978-1-58465-656-2.
- Hubbs, Brian & Brendan O'Connor (2012). A Guide to the Rattlesnakes and other Venomous Serpents of the United States. Tricolor Books. Tempe, Arizona. ISBN 978-0-9754641-3-7.
- Klauber, Laurence M. & Greene, Harry W.. Rattlesnakes: their habits, life histories, and influence on mankind.  University of California Press, 1997. ISBN 978-0-520-21056-1.
- Palmer, Thomas. Landscape with Reptile: Rattlesnakes in an Urban World.  Globe Pequot, 2004. ISBN 978-1-59228-000-1.[Enllaç no actiu]
- Rubio, Manny. Rattlesnake: Portrait of a Predator.  Smithsonian Books, 1998. ISBN 1-56098-808-8.